# Relaciones Canadá-Venezuela
Las relaciones Canadá-Venezuela son las relaciones internacionales entre Canadá y Venezuela. Ambos países han tenido una buena relación desde el establecimiento de relaciones diplomáticas entre los dos países en la década de 1950.

## Historia

### SigloXX
En febrero de 1948, hubo un canadiense consulado general en Caracas y un venezolano Consulado General en Montreal. En ese año, el Cónsul General de Venezuela, en nombre del gobierno de Venezuela, hizo un acercamiento con Canadá con el fin de abrir las representaciones diplomáticas directas entre los dos países; pero el gobierno canadiense retrasa la apertura de una misión diplomática en Venezuela debido a la falta de suficiente personal adecuados para la dotación de una misión de Canadá en Venezuela y la imposibilidad de Canadá a partir de una representación en Venezuela en ese año sin tener en cuenta una política de expansión de la representación canadiense en el exterior.
Con el fin de proteger el comercio canadiense con Venezuela y teniendo en cuenta las dificultades para los negocios en estar sin una representación de Canadá en Caracas, Canadá fue empujado a aceptar la oferta venezolana de intercambio de misiones diplomáticas. Por último, Canadá elevó la antigua oficina del Consulado General de Canadá en Caracas a la categoría de embajada en 1953. Por otra parte, Venezuela estableció una embajada en Canadá en 1952. Desde entonces, ha habido buenas relaciones comerciales entre los dos países, especialmente en la tecnología, la industria de petróleo y gas, telecomunicaciones y otros.

### SigloXXI
En diciembre de 2006, Hugo Chávez fue reelegido presidente de Venezuela con el 61% de los votos, siendo originalmente elegido por primera vez en 1998. Un número de observadores nacionales e internacionales estuvieron presentes en las elecciones, incluyendo una OEA  Misión de Observación Electoral (MOE), a la que Canadá aportó $ 110.000. Cinco canadienses eran miembros de la MOE. Algunas irregularidades fueron observadas por la MOE, especialmente con respecto a los tiempos de votación de cierre, pero la MOE describió la conducta de la elección generalmente "satisfactoria". Canadá sigue apoyando la reforma democrática y los derechos humanos en Venezuela, mientras que el mantenimiento de buenas relaciones bilaterales. Canadá sigue apoyando a las organizaciones de la sociedad civil que trabajan en el ámbito de la democracia y los derechos humanos en Venezuela.
En 2018 Canadá se adhirió a una declaración conjunta de Argentina, Australia, Chile, Estados Unidos y México emitida durante una cumbre del G-20 en Buenos Aires en la que se desconocía la reelección de Nicolás Maduro en las elecciones presidenciales de Venezuela. En 2019 Canadá reconoció a Juan Guaidó como presidente interino de Venezuela. En ese mismo año, el gobierno canadiense anunció que proporcionará 39 millones de dólares estadounidenses de ayuda humanitaria en Venezuela, durante una reunión del Grupo de Lima a principios de febrero de 2019.

## Comercio
Venezuela es el segundo mayor mercado de exportación de Canadá en América del Sur para las mercancías, así como para los servicios. En 2006, las exportaciones de bienes de Canadá se incrementaron en un 14% y el volumen acumulativo de las inversiones canadienses en Venezuela ascendieron a $ 574 millones.
En 2004, Canadá fue el tercer destino de las exportaciones de Venezuela (2,5%), después de Estados Unidos (58,7%) y las Antillas Neerlandesas (4,1%). Pero en 2006, China ocupó el lugar de Canadá como el tercer destino de las exportaciones de Venezuela debido a la creciente asociación política y económica entre Venezuela y China.
También en 2004, Venezuela exporta a combustibles minerales Canadá, aceites y productos de su destilación (85%); hierro y acero (5%); fertilizantes (2%) ;. y productos químicos inorgánicos (3%) Por otra parte, Canadá exportado a cereales Venezuela (35%); maquinarias, motores, calderas y aparatos mecánicos (12%); papel y cartón, el arte de pasta de papel (13%); sus partes y accesorios para vehículos y de ferrocarril (10%).
Canadá y Venezuela firmaron un Acuerdo de Protección de Inversiones Extranjeras y Promoción (FIPA). Además, un convenio de doble tributación estaba hecho y entró en vigor en 1998 y en 2005.

## Preservación de las comunidades indígenas
Canadá apoya los esfuerzos de Venezuela en el campo de los asuntos indígenas, especialmente a través de la utilización del Fondo Canadá para Iniciativas Locales. Ejemplos de ayuda con el plan son:
- Ayudar a las comunidades aborígenes para obtener equipo médico.
- Soporte de un programa de prevención de la enfermedad.

## Migración
La inmigración procedente de Venezuela a Canadá ha ido aumentando a través de los años. Las principales razones para que la migración incluyen la persistencia de la pobreza y la inestabilidad política en Venezuela. Muchos inmigrantes venezolanos pertenecen a las clases medias y altas y tienen título universitario, experiencia profesional y dominio de otros idiomas. Algunos especialistas petroleros venezolanos emigraron a la provincia de Alberta entre 2002 y 2004 después la huelga petrolera en Venezuela en 2002.
' Número de venezolanos que viven en Canadá 1961-2003 '
- Antes de 1961: 270 venezolanos.
- 1961-1970: 525 venezolanos.
- 1971-1980: 805 venezolanos.
- 1981-1990: 1490 venezolanos.
- 1991-2001: 3965 venezolanos.
- 2003: 7055 venezolanos.

Había 270 venezolanos que viven en Canadá antes de 1961. Entre 1961 y 1980, el número era todavía pequeño. Desde entonces, la cantidad ha ido en aumento.
En 2007, el número de venezolanos que vivían en Canadá fue de 20.000.